# كفر جنة
كفر جنة  قرية سوريّة تتبع إداريّاً لمحافظة حلب منطقة عفرين ناحية شران، بلغ تعداد سكانها 459 نسمة حسب التعداد السكاني لعام 2004.